# برجول
برجول (به فرانسوی: Barjols) یک کمون (فرانسه) در فرانسه است که در canton of Barjols واقع شده‌است. برجول ۳۰٫۰۶ کیلومتر مربع مساحت دارد ۲۵۹ متر بالاتر از سطح دریا واقع شده‌است.